# Ігнатій Лойола
Ігна́тій Лойо́ла (лат. Ignatius Loyola; 23 жовтня 1491 — 31 липня 1556) — басконець за походженням, іспанський католицький священник, теолог, святий. Засновник Товариства Ісуса (Ордену єзуїтів), його перший генерал (1541—1556). Представник наваррського роду Лойол. Народився в Аспейтії, Наварра. У молодості служив у Кастилії, при дворі нахерського герцога. Брав участь у французько-кастильській війні за Наварру. Зазнав серйозного поранення при обороні Памплони (1521). Полишив військову кар'єру, присвятивши своє життя служінню Ісусу та ближнім. Здійснив паломництво до Монсерратського монастиря (1522) і Святої землі (1523). Навчався в Італії, Кастилії та Франції (1526—1534). Переслідувався іспанською інквізицією. Разом із групою однодумців з Паризького університету організував чернечу громаду нового типу — Товариство Ісуса (1534). Прийняв таїнство священства у Венеції (1537). Добився від папи Павла III затвердження Товариства Ісуса (1540), став його першим генералом. Був активним поборником Католицької реформи і захисником Святого Престолу. Разом із єзуїтами зміг зупинити поширення протестантизму в Західній Європі, насамперед Італії, Франції та Південній Німеччині. Помер у Римі. Автор «Духовних вправ» (1548). Діяльність і життя описані в «Автобіографії». Вшановується святим у католицькій церкві. Беатифікований папою Павлом V (1609) і канонізований папою Григорієм XV (1622). День пам'яті — 31 липня. Патрон Товариства Ісуса, країни Басків (Наварри), вояків.

## Імена
Згідно єзуїтських джерел, при народженні отримав ім'я І́ніго Ло́пес де Лойо́ла (ісп. Íñigo López de Loyola), проте досягши визнання в клерикальному середовищі, надавав переревагу кастильському варіанту свого імені Ігна́сіо (ісп. Ignacio), перед басконським Іньіго (ісп. Íñigo); або варіант латиною Іньяціус де Лойо́ла (лат. Ignatius de Loyola).
В єзуїтських документах Ігнасіо іноді називали І́ніго Ло́пес де Река́льде.

## Біографія

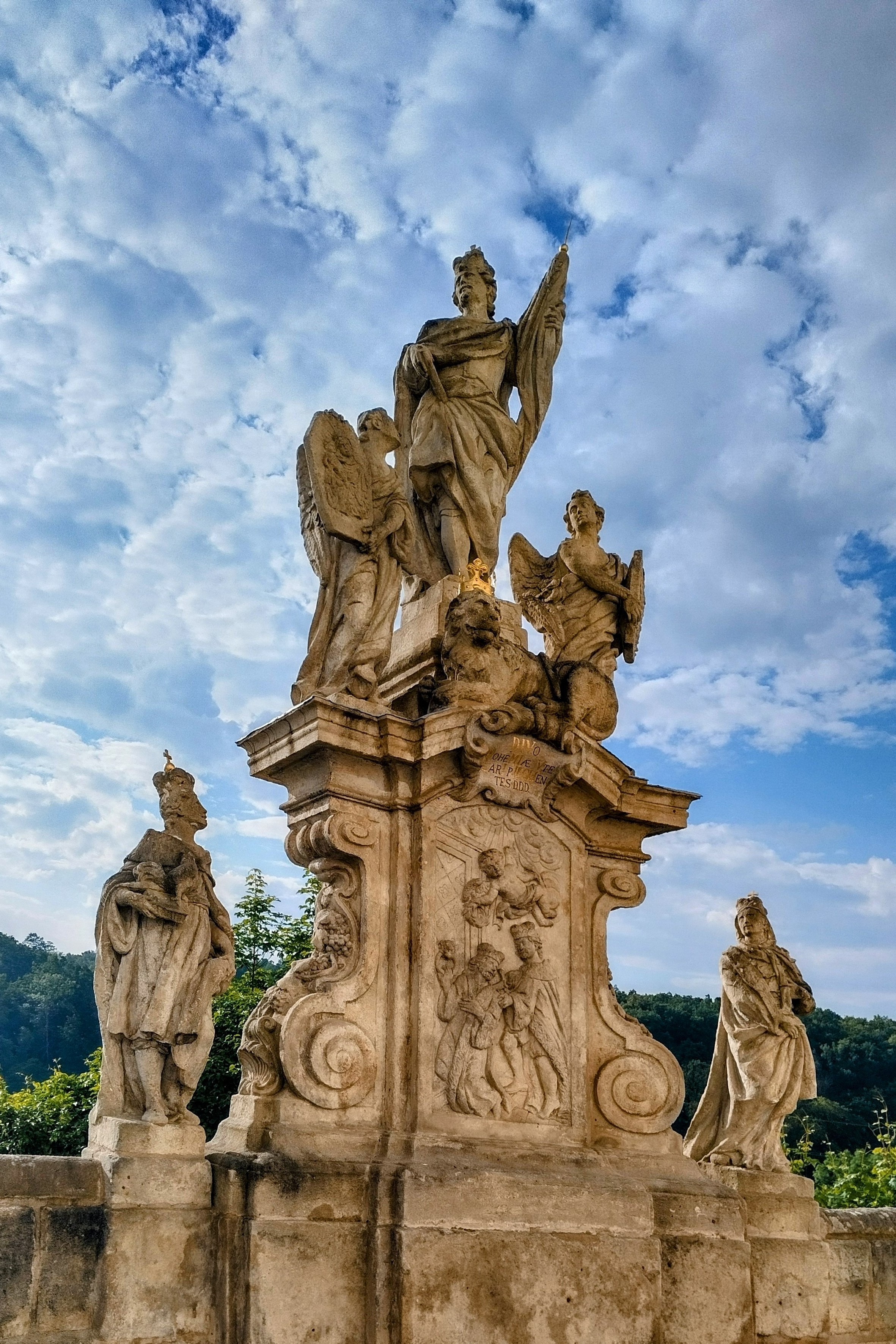
Статуя Св. Ігнатія Лойоли біля Єзуїтського колегіуму, Кутна Гора

Ігнатій Лойола народився у заможній баскській шляхетній родині з Наварри близько 23 жовтня 1491 року. У 30-річному віці він був важко поранений на війні з французами, захищаючи фортецю Памплони. Його перевезли до родинного замку і він залишився надовго прикутий до ліжка. Не маючи чим зайнятись, він попросив рідних дати йому почитати лицарські романи, які йому дуже подобалися. Але в домі знайшлися лише дві книжки: «Життя Христа» і «Життя святих». Почавши читати їх, радше з нудьги, аніж з цікавості, він почав замислюватися над своїм подальшим життям. Чим далі, тим більше він відчував прагнення наслідувати святих, про яких читав, і тим менше мав бажання далі вести попереднє життя. Терпіння й читання зробили з нього нову людину. Одужавши, він відмовився від придворної та військової кар'єри, склав свій меч на престіл Пресвятої Богородиці, віддав дорогі шати жебракові та став убогим паломником.

### Проща до Монсеррату (1522)
У березні 1522 року Ігнатій зібрався здійснити прощу до Єрусалиму. Але спочатку вирядився до Монсеррату — гірського бенедиктинського абатства поблизу Барселони, де зберігається чудотворна статуя Мадонни. На шляху він дав обіцянку доброчесності. У місті Ігуалада, неподалік від абатства, він купив вере́тище покая́нника, посох, пляшку та полотняні черевики на шнурковій підошві. 21 березня 1522 року він прийшов до Монсеррату та три дні готувався до повної сповіді. 24 березня (в день перед Благовіщенням) висповідався, переодягнувся у веретище, віддав свій одяг злидареві і почав «Нічну Варту» («Нічна варта», яка передувала посвяті в лицарі, складається з омивання, сповіді, причастя, благословення та вручення меча). Всю ніч він простояв у каплиці перед образом Пресвятої Діви, інколи ставав навко́лішки, але не дозволяв собі сідати, а на світанку передав свою зброю, меч та кинджал, ченцеві який його сповідував, попросивши повісити їх як пожертву в каплиці. Віднині він вважав себе посвяченим у лицарі Цариці Небесної.

### Манреса та прозріння на Кардонері (1522—1523)

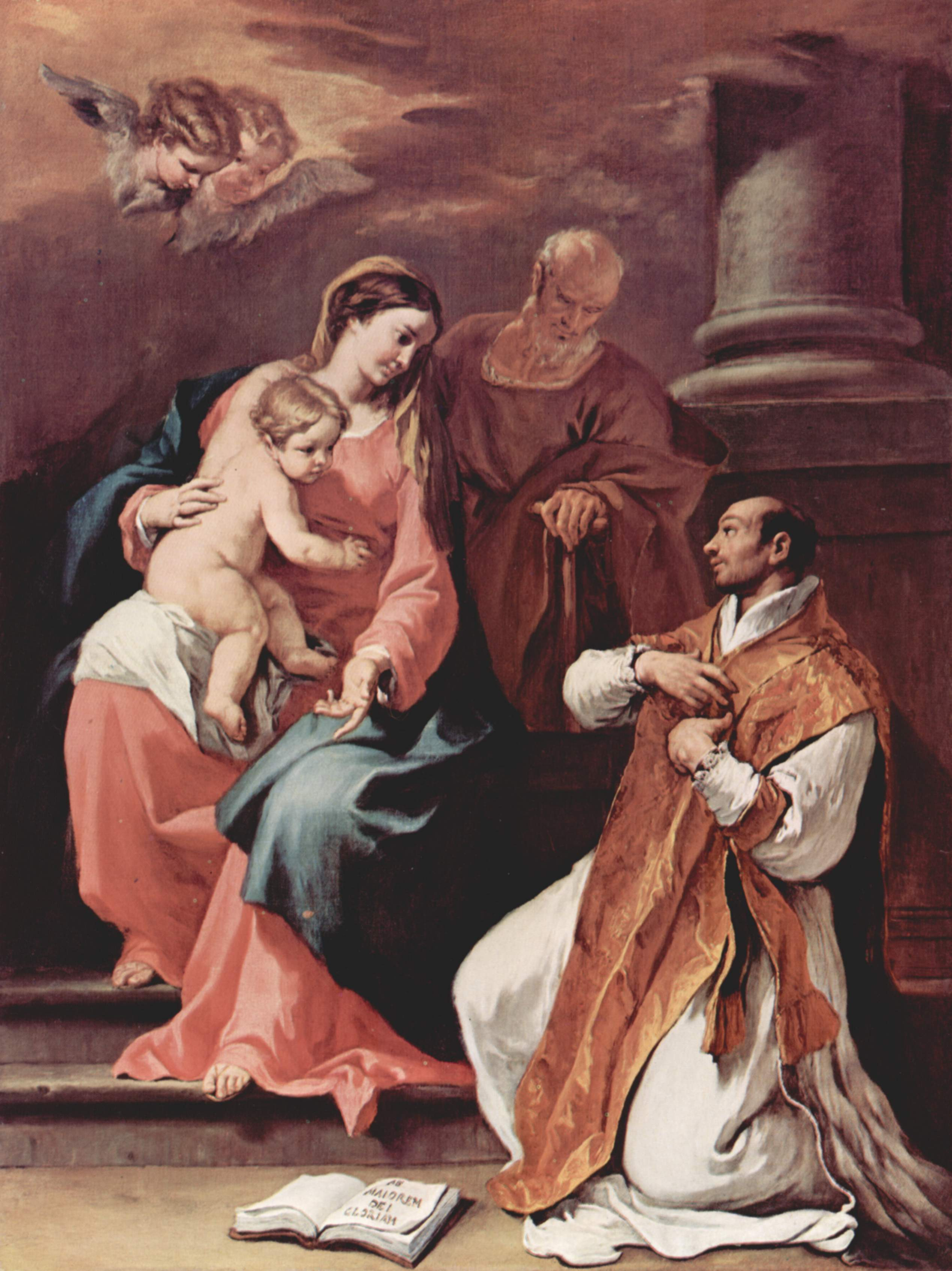
Свята Родина та Св. Ігнатій Лойола.Себастьяно Річчі, олія, Італія (1704)

Зі сходом сонця він спустився з Монсеррату і зупинився в невеликому містечку Манреса (Manresa). Там він знайшов усамітнене ґротто на березі річки Кардонер, біля римського акведука, та вирішив декілька днів провести в молитві в цьому усамітненому місці. Він жив на милостині, дотримувався строгого посту, ранком ходив на месу, піклувався за хворими в місцевій лікарні, ввечері молився в соборі. Згодом він захворів, ним заопікувалися в домініканському монастирі. Тут він пережив духовну кризу: спочатку у нього виникли сумніви в тому, що на сповіді в Монсерраті він дійсно покаявся у всіх попередніх гріхах, і він знову намагався згадати всі гріхи, вчинені ним у житті. Чим більше він згадував, тим більш нікчемним та недостойним собі здавався. Сповідь не допомогла. Виникла спокуса покінчити життя самогубством. В якийсь момент Ігнатій задумався про те, звідки приходять ці сумніви і яку дію вони викликають в його душі, і тоді свідомо вирішив не сповідуватися більше в минулих гріхах: «Я зрозумів, — говорив він згодом, — що в такій сповіді міститься дія злого духа». Незабаром після цього, коли Ігнатій йшов вздовж берега річки Кардонер до віддаленої церкви, він зупинився, вдивляючись у воду. «Очі мого розуміння почали відкриватися. Це не було видіння, але мені було дане розуміння багатьох речей, як духовних, так і тих, що стосуються віри, а також і людських наук, і з такою великою ясністю… Достатньо сказати, що я отримав велике світло розуміння, так що, якщо скласти всю допомогу, протягом всього життя одержаною мною від Бога, та всі набуті мною знання, то мені здається, що це було би менше, ніж те, що я отримав в цьому єдиному випадку. Мені здалося, що я став іншою людиною… Все це продовжувалося якнайбільше три хвилини». Зиму 1522 року, яка видалась для нього дуже важкою, він провів у Манресі.

### Проща до Святої Землі (1523)
28 лютого 1523 року Ігнатій направився до Барселони, щоб звідти відпливти до Італії та здійснити прощу до Єрусалиму. В очікуванні корабля він вів те ж життя, що і в Манресі: молився, слідкував за страждаючими в лікарнях, збирав пожертви. 23 березня 1523 року він відплив до Італії і через п'ять днів прибув до Генуї, а звідти пішов в Рим. Отримавши благословення Папи Адріана IV, він пішки вирушив до Венеції і ранком 15 червня відплив на кораблі. 1 вересня корабель досяг Святої Землі, там прочан зустріли францисканці, які потім протягом двох тижнів водили їх по Єрусалиму, Вифлеєму та Йордану. Ігнатій звернувся з проханням до настоятеля францисканців: «Отче, я хотів би залишок моїх днів провести у вашому монастирі». Настоятель погодився, але францисканський провінціал в проханні відмовив, отже Ігнатій повернувся до Барселони.
Бажання краще «допомагати душам», врешті, привело паломника до усвідомлення необхідності отримати ґрунтовну освіту. Спочатку він почав навчатися в Іспанії, а згодом опинився в паризькій Сорбонні.

### Заснування Товариства Ісуса (1534)
У 1534 році Ігнатій і ще шість товаришів — іспанці Франциск Ксав'єр, Альфонсо Сальмеронс, Дієґо Лайнез, Ніколас Бобаділья, француз П'єр Фавр та португалець Сімао Родріґес дали обітницю після закінчення навчання вирушити до Святої землі, щоб проповідувати серед невірних, а якщо б з якихось причин це було неможливим, то піти до Риму і віддати себе у цілковите розпорядження Верховному Первосвященникові, тобто Папі, щоб він направив їх туди, де вважатиме, що церква матиме більшу потребу.
Ця подія мала місце 15 серпня 1534 року в підземній церкві Монмартру, на місці якої 9 жовтня 272 року було закатовано першого єпископа святого Діонісія, у передмісті Сен-Жак, де семеро перших членів майбутнього Ордену дали клятву присвятити своє життя Богові. Клятва закінчувалася словами — «Для більшої слави Божої» (лат. Ad maiorem Dei gloriam). Цей день, по суті, став днем духовного народження Товариства Ісуса, хоча до його формального заснування ще залишалося п'ять років.
На вівтарі церкви 40-річний Ігнатій написав три великі літери — J.H.S. (лат. Jesus Hominum Salvator) — «Ісус, людей Спаситель». Вони означали, що він та його друзі хочуть бути «слугами Спасителя Ісуса». Ці три літери стали девізом майбутніх єзуїтів.
Орден було створено передусім для боротьби з Реформацією. Його членами ставали ретельно відібрані люди, яких навчали беззаперечно, сліпо коритися вищим особам. Єзуїтів навчали всіх прийомів духовного впливу на віруючих. Статут та правила єзуїтів були спрямовані на перетворення їх на заповзятливих проповідників і людей, які працюють від Папи Римського.
І, нарешті, у 1539 році, після сорока днів молитов і дискусій під час Великого посту, вони вирішили заснувати новий чернечий Чин, який назвали Товариство Ісуса. Першим настоятелем одностайно обрано святого Ігнатія.

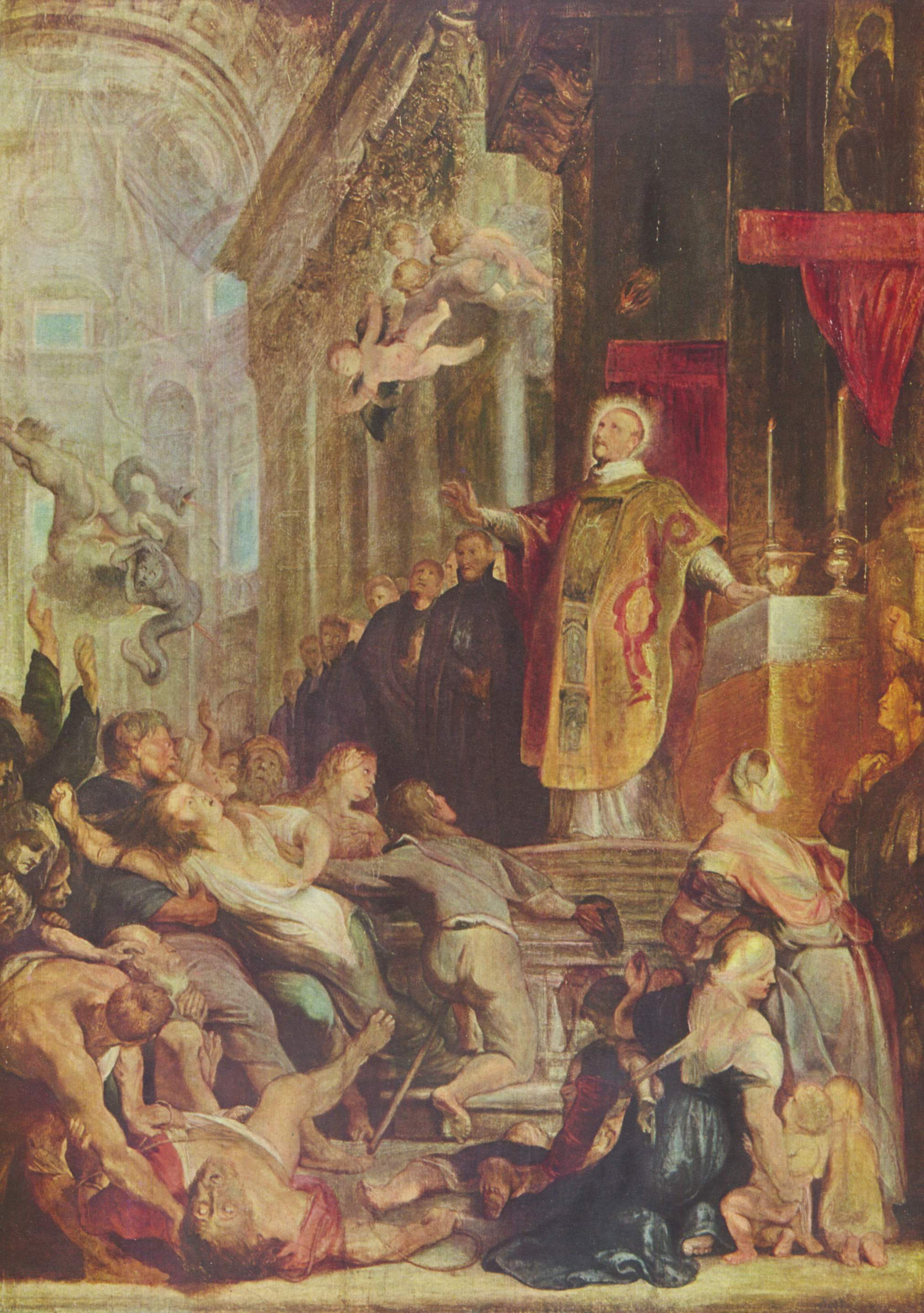
Чудеса Св. Ігнатія Лойоли. Рубенс, музей історії мистецтва, Відень (1621). Рубенс мав на увазі відомі чудеса Св. Ігнатія - зцілення біснуватої жінки та іншої жінки, чия рука зцілилася, коли вона мила простирадло святого, а також, мабуть, його заступництво за жінок та дітей при тяжких родах.

## Спадщина
Ігнатій Лойола був беатифікований (проголошений блаженним) 27 липня 1609 року Папою Павлом V та канонізований (проголошений святим) 12 травня 1622 року Папою Григорієм XV.
Католицька церква вшановує його пам'ять 31 липня.
Від самого початку засноване ним Товариство Ісуса присвячувало себе піклуванню бідними, хворими та переслідуваними, а також навчанню людей правд християнської віри. Коли вони заснували новий Чин, то в особливий спосіб віддали себе у розпорядження Папі, щоб він міг їх посилати туди, де церква мала найнагальніші потреби.
Коли у 1931 році було засновано Радіо Ватикану, Папа Римський Пій ХІ доручив провід нової установи саме послідовникам Ігнатія Лойоли.
Пастирське служіння Ордену св. Ігнатія на українських землях бере початок з середини 60-х років XVI століття. Представники Товариства Ісуса працювали не тільки в римо-католицькій церкві, але також і для греко-католицької та православної церков.[джерело?]
Сьогодні в багатьох країнах світу (в тому числі й в Україні) Орден Єзуїтів проводить реколекції на основі Духовних вправ Ігнатія Лойоли.

## Праці
- Духовні вправи Ігнатія Лойоли (1548)

## Вшанування

### В Україні
- Костел у Коломиї[5]
- Мощі святого у церкві св. Анни у Бориславі[6]

## Цікаві факти
У біографіях засновника ордену єзуатів Джованні Коломбіні та Ігнатія Лойоли, засновника ордену єзуїтів, було багато збігів — обидва стали ченцями під впливом «житій святих», обидва заснували ордени, названі іменем Ісуса Христа, які були скасовані папами-тезками — орден єзуатів Климентом IX, а орден єзуїтів — Климентом XIV, обидва померли в Італії, в один і той самий день — 31 липня (Коломбіні біля Сієни 1367 року, а Лойола в Римі 1556 року).